# Hawiya

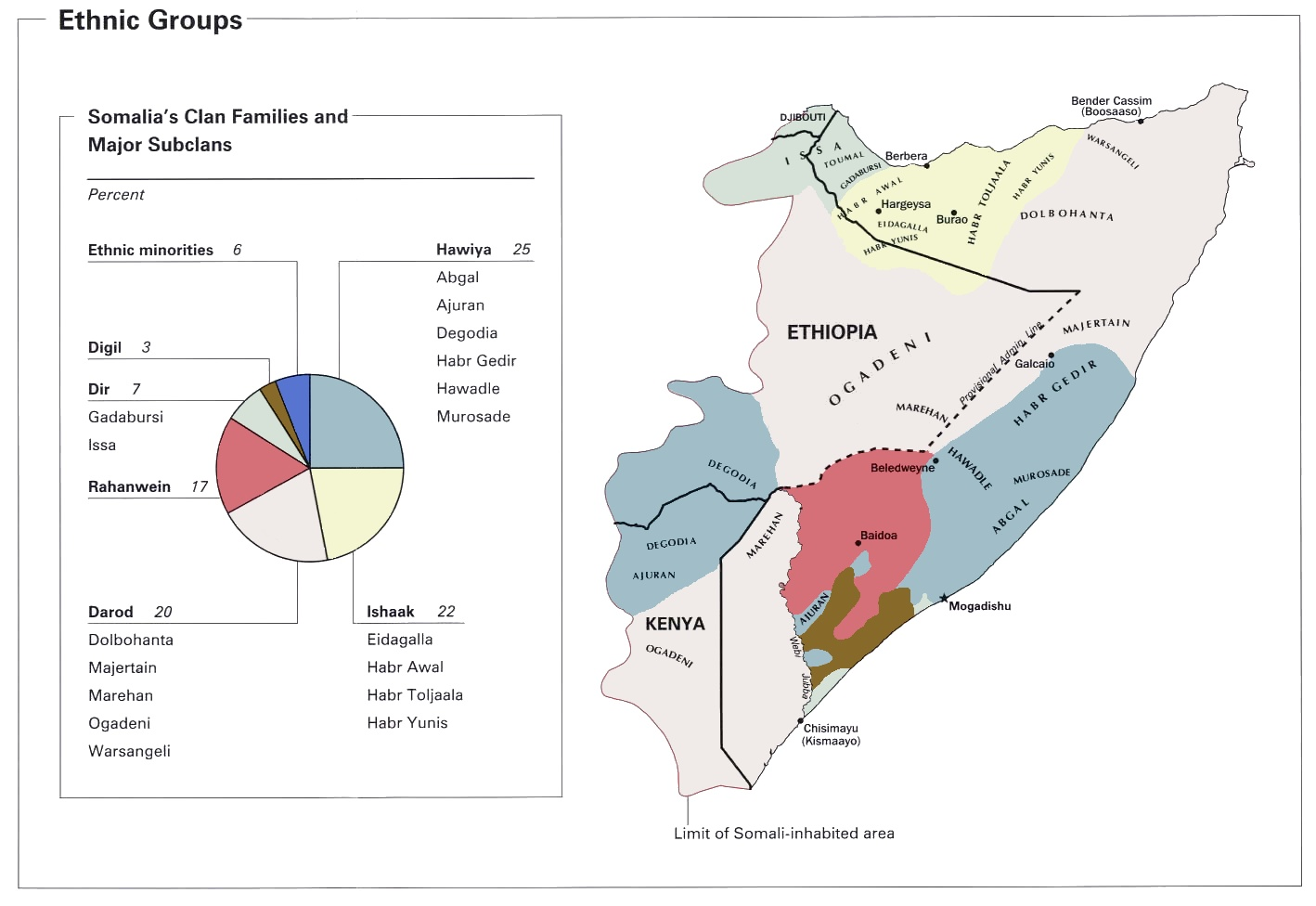
Karte des von Somali bewohnten Gebietes mit den verschiedenen Clans; die Hawiye-Gebiete in Blau

Die Hawiya (öfters auch Hawiye geschrieben) sind ein Clan der Somali. Sie machen etwa 25 % der Bevölkerung Somalias aus. Je nach Quelle werden die Hawiye oder die Darod als größter Somali-Clan angegeben. 
Die Hawiye sind in Süd- und Zentral-Somalia sowie im benachbarten Kenia und Äthiopien (Ogaden) (Bartire Abaskul Yabare) ansässig. In Mogadischu bilden sie die Mehrheit der Einwohner. Als kuschitisches Volk aus Somalia sollen sie Teile der arabischen Halbinsel kolonisiert haben und von dort nach Somalia zurückgekehrt sein (vgl. Genesis 25:18 Havilah).
Subclans der Hawiye sind unter anderem:
- Karanle
  - Kaariye
  - Gidir
  - Sixawle

- Murosade (auch Wadeerre ama) (in Mogadischu)

- Abgaal
  - Waceysle
  - Wacbuudhan
  - Hartsi

- Habr Gedir
  - Cayr
  - Sacad
  - Duduble
  - Saleebaan
  - Saruur

- Haskul hawiye

- Hawadle (im Süden Somalias und im angrenzenden Kenia und Äthiopien)
  - Dige samatalis
  - Cabdala samatalis
  - Cabdi Yusuf samatalis
  - Fara Mage samatalis

- Ajuran (auch Rahanweyn)

Die Zugehörigkeit der Hawadle (meist an der südöstlichen Küste) und der Ajuran genannt (sog. „unechte“ Somalis, meist in Kenia und im Südosten Äthiopiens; auch in Somalia und der Diaspora) zu den Hawiye ist umstritten oder ergibt sich aus sagenhaften genealogischen Traditionen. Die Ajuran gründeten im 13. Jahrhundert das Sultanat Ajuran, das bis ins 17. Jahrhundert existierte, von seiner Hauptstadt Kalafo in Ogaden über das Tal des Shabeelle bis nach Hobyo reichte, Außenposten auf den Malediven und in Mosambik unterhielt und den Seehandel mit Indien beherrschte.
Abgaal und Habr Gedir sind heute die zahlenmäßig dominanten ethnischen Gruppen in Mogadischu. Hinzu kommen u. a. die Darood. die nicht dem Clan angehören, und die hellhäutigen, angeblich „arabischen“ Benadiri (Banadiri), die als Gründer der Stadt gelten. 1989 bildete sich der Vereinigte Somalische Kongress (USC) als Rebellenorganisation der Hawiye gegen das Regime Siad Barres. Er war entscheidend am Sturz Barres 1991 beteiligt, spaltete sich dann jedoch zwischen Habar Gidir und Abgal. Im Bürgerkrieg in Somalia seit 1991 wurde die Hauptstadt Mogadischu von verschiedenen Hawiye-Clanführern und -Kriegsherren kontrolliert, wobei vor allem Abgaal und Habar Gidir um die Macht kämpften, die als die stärksten Protektionsmächte gegen die Gesetzlosigkeit gelten und die dritte Brigade der somalischen Armee bilden (die Brigaden sind nach Clans unterteilt). Viele Clans versuchen, ihre Töchter an Männer dieser beiden dominanten Clans zu verheiraten, um dadurch Protektion zu erwirken. Andere Ethnien und Clans wurden von ihnen in den 1990er Jahren vertrieben. Die zunächst neutralen Murosade zogen sich aus der Stadt zurück. Die Hawiye unterdrückten auch den aufständischen Biyomaal- oder Bimal-Clan im Süden des Landes, der bis 1924 jahrzehntelang gegen die italienischen Kolonialherren gekämpft hatte. Seit 2006 bekämpften Teile des Hawiye-Clans die Übergangsregierung Somalias, da sie sich in dieser ungenügend vertreten fühlen.

## Persönlichkeiten
Bekannte Hawiye waren bzw. sind u. a. der jetzige Präsident Somalias Hassan Sheikh Mohamud, der ehemalige Präsident Aden Abdullah Osman Daar, die Kriegsherren Mohammed Farah Aidid, Hussein Mohammed Farah und Ali Mahdi Mohammed, der frühere Übergangspräsident Abdikassim Salat Hassan, die Übergangs-Ministerpräsidenten Ali Mohammed Ghedi und Nur Hassan Hussein und der Hip-Hop-Künstler K’naan.